# Tornslutspel
Den här artikeln använder algebraisk schacknotation för att beskriva schackdragen.
Tornslutspel är slutspel i schack där, förutom kungarna, endast torn och bönder återstår.
Tornslutspel är de vanligaste och mest genomanalyserade slutspelen förutom de rena bondeslutspelen. De är vanliga eftersom tornen ofta är de sista pjäserna som kommer i spel och byts av. Tornslutspel är också svårspelade.
Siegbert Tarrasch lär ha sagt att "alla tornslutspel är remi." Det ligger något i detta såtillvida att slutspel med torn och bönder kan vara svåra att vinna även om man har en extrabonde.

## Allmänt om tornslutspel
Det finns ett par allmänna riktlinjer för tornslutspel:
- I slutspel med torn och bönder ska tornet (nästan alltid) placeras bakom bonden, vare sig det är en egen eller motståndarens. Ett undantag är när bonden står på någon av de första raderna. Då kan bästa fältet för det försvarande tornet vara framför bonden.

- Aktivitet är viktigt. Tornet är en stark anfallspjäs men inte en lika bra försvarspjäs. Det kan vara bättre att släppa en bonde och aktivera tornet än att stå kvar med tornet i en passiv försvarsposition.

## Torn mot bönder
Torn mot en eller flera bönder uppkommer ofta ur tornslutspel där den ena sidan tvingas offra sitt torn för en långt framskjuten bonde.

### Torn mot bonde
|   | a                                                          | b                                                          | c                                                          | d                                                          | e                                                          | f                                                          | g                                                          | h                                                          |   |
| 8 | c6 vit kung · a4 svart bonde · b3 svart kung · h2 vit torn | c6 vit kung · a4 svart bonde · b3 svart kung · h2 vit torn | c6 vit kung · a4 svart bonde · b3 svart kung · h2 vit torn | c6 vit kung · a4 svart bonde · b3 svart kung · h2 vit torn | c6 vit kung · a4 svart bonde · b3 svart kung · h2 vit torn | c6 vit kung · a4 svart bonde · b3 svart kung · h2 vit torn | c6 vit kung · a4 svart bonde · b3 svart kung · h2 vit torn | c6 vit kung · a4 svart bonde · b3 svart kung · h2 vit torn | 8 |
| 7 | c6 vit kung · a4 svart bonde · b3 svart kung · h2 vit torn | c6 vit kung · a4 svart bonde · b3 svart kung · h2 vit torn | c6 vit kung · a4 svart bonde · b3 svart kung · h2 vit torn | c6 vit kung · a4 svart bonde · b3 svart kung · h2 vit torn | c6 vit kung · a4 svart bonde · b3 svart kung · h2 vit torn | c6 vit kung · a4 svart bonde · b3 svart kung · h2 vit torn | c6 vit kung · a4 svart bonde · b3 svart kung · h2 vit torn | c6 vit kung · a4 svart bonde · b3 svart kung · h2 vit torn | 7 |
| 6 | c6 vit kung · a4 svart bonde · b3 svart kung · h2 vit torn | c6 vit kung · a4 svart bonde · b3 svart kung · h2 vit torn | c6 vit kung · a4 svart bonde · b3 svart kung · h2 vit torn | c6 vit kung · a4 svart bonde · b3 svart kung · h2 vit torn | c6 vit kung · a4 svart bonde · b3 svart kung · h2 vit torn | c6 vit kung · a4 svart bonde · b3 svart kung · h2 vit torn | c6 vit kung · a4 svart bonde · b3 svart kung · h2 vit torn | c6 vit kung · a4 svart bonde · b3 svart kung · h2 vit torn | 6 |
| 5 | c6 vit kung · a4 svart bonde · b3 svart kung · h2 vit torn | c6 vit kung · a4 svart bonde · b3 svart kung · h2 vit torn | c6 vit kung · a4 svart bonde · b3 svart kung · h2 vit torn | c6 vit kung · a4 svart bonde · b3 svart kung · h2 vit torn | c6 vit kung · a4 svart bonde · b3 svart kung · h2 vit torn | c6 vit kung · a4 svart bonde · b3 svart kung · h2 vit torn | c6 vit kung · a4 svart bonde · b3 svart kung · h2 vit torn | c6 vit kung · a4 svart bonde · b3 svart kung · h2 vit torn | 5 |
| 4 | c6 vit kung · a4 svart bonde · b3 svart kung · h2 vit torn | c6 vit kung · a4 svart bonde · b3 svart kung · h2 vit torn | c6 vit kung · a4 svart bonde · b3 svart kung · h2 vit torn | c6 vit kung · a4 svart bonde · b3 svart kung · h2 vit torn | c6 vit kung · a4 svart bonde · b3 svart kung · h2 vit torn | c6 vit kung · a4 svart bonde · b3 svart kung · h2 vit torn | c6 vit kung · a4 svart bonde · b3 svart kung · h2 vit torn | c6 vit kung · a4 svart bonde · b3 svart kung · h2 vit torn | 4 |
| 3 | c6 vit kung · a4 svart bonde · b3 svart kung · h2 vit torn | c6 vit kung · a4 svart bonde · b3 svart kung · h2 vit torn | c6 vit kung · a4 svart bonde · b3 svart kung · h2 vit torn | c6 vit kung · a4 svart bonde · b3 svart kung · h2 vit torn | c6 vit kung · a4 svart bonde · b3 svart kung · h2 vit torn | c6 vit kung · a4 svart bonde · b3 svart kung · h2 vit torn | c6 vit kung · a4 svart bonde · b3 svart kung · h2 vit torn | c6 vit kung · a4 svart bonde · b3 svart kung · h2 vit torn | 3 |
| 2 | c6 vit kung · a4 svart bonde · b3 svart kung · h2 vit torn | c6 vit kung · a4 svart bonde · b3 svart kung · h2 vit torn | c6 vit kung · a4 svart bonde · b3 svart kung · h2 vit torn | c6 vit kung · a4 svart bonde · b3 svart kung · h2 vit torn | c6 vit kung · a4 svart bonde · b3 svart kung · h2 vit torn | c6 vit kung · a4 svart bonde · b3 svart kung · h2 vit torn | c6 vit kung · a4 svart bonde · b3 svart kung · h2 vit torn | c6 vit kung · a4 svart bonde · b3 svart kung · h2 vit torn | 2 |
| 1 | c6 vit kung · a4 svart bonde · b3 svart kung · h2 vit torn | c6 vit kung · a4 svart bonde · b3 svart kung · h2 vit torn | c6 vit kung · a4 svart bonde · b3 svart kung · h2 vit torn | c6 vit kung · a4 svart bonde · b3 svart kung · h2 vit torn | c6 vit kung · a4 svart bonde · b3 svart kung · h2 vit torn | c6 vit kung · a4 svart bonde · b3 svart kung · h2 vit torn | c6 vit kung · a4 svart bonde · b3 svart kung · h2 vit torn | c6 vit kung · a4 svart bonde · b3 svart kung · h2 vit torn | 1 |
|   | a                                                          | b                                                          | c                                                          | d                                                          | e                                                          | f                                                          | g                                                          | h                                                          |   |

En bonde understödd av kungen håller remi mot ett torn om den andra kungen är tillräckligt långt borta från bonden. Diagrammet visar var gränsen går.
Vit vid draget spelar 1.Kb5 a3 2.Th3+ Kb2 3.Kb4 a2 4.Th2+ Kb1 5.Kb3 och vit vinner efter 5...a1D 6.Th1# eller 5...a1S+ 6.Kc3 och springaren faller i nästa drag.
Svart vid draget håller remi med 1...a3 2.Kb5 a2 etc. Om vit försöker vinna på samma sätt som ovan med 3.Th3+ Kb2 4.Th2+ Kb1 5.Kb4 a1D 6.Kb3?? så slutar det illa efter 6...Da8.

### Torn mot flera bönder
Slutspelet med torn mot två eller flera bönder kan vara vunnet för endera sidan beroende på kungarnas placering, hur långt framskjutna bönderna är, och om de är förbundna.
Mot två förbunda fribönder står tornet bäst bakom bönderna. De två diagrammen visar skillnaden.
I det första vinner vit med 1.Ta4 och bönderna faller. (Hade bönderna stått en rad längre fram hade inte detta fungerat och svart hade vunnit.) Svart vid draget håller remi med 1...Ke6 2.Ta4 a2 3.Txa2 Kd5 etc.
Om tornet står framför bönderna, som i det andra diagrammet, är det svårare att erövra dem. 1.Tb1 går inte på grund av 1...a2. Står bönderna en rad längre bak hinner vit med den manövern. Står de en rad längre fram så vinner svart.
Svart kan göra ett vinstförsök genom att närma sig med kungen: 1.Kh6 Kf6 2.Kh5 Ke5 3.Kg4 Kd4 4.Kf3 Kc3 5.Ke2 Kb2 6.Th1 a2 7.Kd3 b3 8.Kc4 med remi. Om 8...Ka3 så 9.Kc3 b2 10.Th8 b1S+ 11.Kc2.
Icke förbundna fribönder är lättare för tornet att hantera. Når de sjunde raden kan de ändå vinna.
I det första diagrammet vinner svart efter 1...Kc4 2.Kf6 Kc3 3.Te1 Kd2.
Om bönderna står ett steg längre isär, som i det andra diagrammet, så kan inte svart vinna.
1...Kc4 2.Ke6 Kc3 3.Tf1 Kd3 4.Ta1 och svart kommer inte vidare.
|   | a                                                                                            | b                                                                                            | c                                                                                            | d                                                                                            | e                                                                                            | f                                                                                            | g                                                                                            | h                                                                                            |   |
| 8 | f4 svart bonde · g4 svart kung · g3 svart bonde · g2 vit kung · h2 svart bonde · f1 vit torn | f4 svart bonde · g4 svart kung · g3 svart bonde · g2 vit kung · h2 svart bonde · f1 vit torn | f4 svart bonde · g4 svart kung · g3 svart bonde · g2 vit kung · h2 svart bonde · f1 vit torn | f4 svart bonde · g4 svart kung · g3 svart bonde · g2 vit kung · h2 svart bonde · f1 vit torn | f4 svart bonde · g4 svart kung · g3 svart bonde · g2 vit kung · h2 svart bonde · f1 vit torn | f4 svart bonde · g4 svart kung · g3 svart bonde · g2 vit kung · h2 svart bonde · f1 vit torn | f4 svart bonde · g4 svart kung · g3 svart bonde · g2 vit kung · h2 svart bonde · f1 vit torn | f4 svart bonde · g4 svart kung · g3 svart bonde · g2 vit kung · h2 svart bonde · f1 vit torn | 8 |
| 7 | f4 svart bonde · g4 svart kung · g3 svart bonde · g2 vit kung · h2 svart bonde · f1 vit torn | f4 svart bonde · g4 svart kung · g3 svart bonde · g2 vit kung · h2 svart bonde · f1 vit torn | f4 svart bonde · g4 svart kung · g3 svart bonde · g2 vit kung · h2 svart bonde · f1 vit torn | f4 svart bonde · g4 svart kung · g3 svart bonde · g2 vit kung · h2 svart bonde · f1 vit torn | f4 svart bonde · g4 svart kung · g3 svart bonde · g2 vit kung · h2 svart bonde · f1 vit torn | f4 svart bonde · g4 svart kung · g3 svart bonde · g2 vit kung · h2 svart bonde · f1 vit torn | f4 svart bonde · g4 svart kung · g3 svart bonde · g2 vit kung · h2 svart bonde · f1 vit torn | f4 svart bonde · g4 svart kung · g3 svart bonde · g2 vit kung · h2 svart bonde · f1 vit torn | 7 |
| 6 | f4 svart bonde · g4 svart kung · g3 svart bonde · g2 vit kung · h2 svart bonde · f1 vit torn | f4 svart bonde · g4 svart kung · g3 svart bonde · g2 vit kung · h2 svart bonde · f1 vit torn | f4 svart bonde · g4 svart kung · g3 svart bonde · g2 vit kung · h2 svart bonde · f1 vit torn | f4 svart bonde · g4 svart kung · g3 svart bonde · g2 vit kung · h2 svart bonde · f1 vit torn | f4 svart bonde · g4 svart kung · g3 svart bonde · g2 vit kung · h2 svart bonde · f1 vit torn | f4 svart bonde · g4 svart kung · g3 svart bonde · g2 vit kung · h2 svart bonde · f1 vit torn | f4 svart bonde · g4 svart kung · g3 svart bonde · g2 vit kung · h2 svart bonde · f1 vit torn | f4 svart bonde · g4 svart kung · g3 svart bonde · g2 vit kung · h2 svart bonde · f1 vit torn | 6 |
| 5 | f4 svart bonde · g4 svart kung · g3 svart bonde · g2 vit kung · h2 svart bonde · f1 vit torn | f4 svart bonde · g4 svart kung · g3 svart bonde · g2 vit kung · h2 svart bonde · f1 vit torn | f4 svart bonde · g4 svart kung · g3 svart bonde · g2 vit kung · h2 svart bonde · f1 vit torn | f4 svart bonde · g4 svart kung · g3 svart bonde · g2 vit kung · h2 svart bonde · f1 vit torn | f4 svart bonde · g4 svart kung · g3 svart bonde · g2 vit kung · h2 svart bonde · f1 vit torn | f4 svart bonde · g4 svart kung · g3 svart bonde · g2 vit kung · h2 svart bonde · f1 vit torn | f4 svart bonde · g4 svart kung · g3 svart bonde · g2 vit kung · h2 svart bonde · f1 vit torn | f4 svart bonde · g4 svart kung · g3 svart bonde · g2 vit kung · h2 svart bonde · f1 vit torn | 5 |
| 4 | f4 svart bonde · g4 svart kung · g3 svart bonde · g2 vit kung · h2 svart bonde · f1 vit torn | f4 svart bonde · g4 svart kung · g3 svart bonde · g2 vit kung · h2 svart bonde · f1 vit torn | f4 svart bonde · g4 svart kung · g3 svart bonde · g2 vit kung · h2 svart bonde · f1 vit torn | f4 svart bonde · g4 svart kung · g3 svart bonde · g2 vit kung · h2 svart bonde · f1 vit torn | f4 svart bonde · g4 svart kung · g3 svart bonde · g2 vit kung · h2 svart bonde · f1 vit torn | f4 svart bonde · g4 svart kung · g3 svart bonde · g2 vit kung · h2 svart bonde · f1 vit torn | f4 svart bonde · g4 svart kung · g3 svart bonde · g2 vit kung · h2 svart bonde · f1 vit torn | f4 svart bonde · g4 svart kung · g3 svart bonde · g2 vit kung · h2 svart bonde · f1 vit torn | 4 |
| 3 | f4 svart bonde · g4 svart kung · g3 svart bonde · g2 vit kung · h2 svart bonde · f1 vit torn | f4 svart bonde · g4 svart kung · g3 svart bonde · g2 vit kung · h2 svart bonde · f1 vit torn | f4 svart bonde · g4 svart kung · g3 svart bonde · g2 vit kung · h2 svart bonde · f1 vit torn | f4 svart bonde · g4 svart kung · g3 svart bonde · g2 vit kung · h2 svart bonde · f1 vit torn | f4 svart bonde · g4 svart kung · g3 svart bonde · g2 vit kung · h2 svart bonde · f1 vit torn | f4 svart bonde · g4 svart kung · g3 svart bonde · g2 vit kung · h2 svart bonde · f1 vit torn | f4 svart bonde · g4 svart kung · g3 svart bonde · g2 vit kung · h2 svart bonde · f1 vit torn | f4 svart bonde · g4 svart kung · g3 svart bonde · g2 vit kung · h2 svart bonde · f1 vit torn | 3 |
| 2 | f4 svart bonde · g4 svart kung · g3 svart bonde · g2 vit kung · h2 svart bonde · f1 vit torn | f4 svart bonde · g4 svart kung · g3 svart bonde · g2 vit kung · h2 svart bonde · f1 vit torn | f4 svart bonde · g4 svart kung · g3 svart bonde · g2 vit kung · h2 svart bonde · f1 vit torn | f4 svart bonde · g4 svart kung · g3 svart bonde · g2 vit kung · h2 svart bonde · f1 vit torn | f4 svart bonde · g4 svart kung · g3 svart bonde · g2 vit kung · h2 svart bonde · f1 vit torn | f4 svart bonde · g4 svart kung · g3 svart bonde · g2 vit kung · h2 svart bonde · f1 vit torn | f4 svart bonde · g4 svart kung · g3 svart bonde · g2 vit kung · h2 svart bonde · f1 vit torn | f4 svart bonde · g4 svart kung · g3 svart bonde · g2 vit kung · h2 svart bonde · f1 vit torn | 2 |
| 1 | f4 svart bonde · g4 svart kung · g3 svart bonde · g2 vit kung · h2 svart bonde · f1 vit torn | f4 svart bonde · g4 svart kung · g3 svart bonde · g2 vit kung · h2 svart bonde · f1 vit torn | f4 svart bonde · g4 svart kung · g3 svart bonde · g2 vit kung · h2 svart bonde · f1 vit torn | f4 svart bonde · g4 svart kung · g3 svart bonde · g2 vit kung · h2 svart bonde · f1 vit torn | f4 svart bonde · g4 svart kung · g3 svart bonde · g2 vit kung · h2 svart bonde · f1 vit torn | f4 svart bonde · g4 svart kung · g3 svart bonde · g2 vit kung · h2 svart bonde · f1 vit torn | f4 svart bonde · g4 svart kung · g3 svart bonde · g2 vit kung · h2 svart bonde · f1 vit torn | f4 svart bonde · g4 svart kung · g3 svart bonde · g2 vit kung · h2 svart bonde · f1 vit torn | 1 |
|   | a                                                                                            | b                                                                                            | c                                                                                            | d                                                                                            | e                                                                                            | f                                                                                            | g                                                                                            | h                                                                                            |   |

Mot tre bönder är det ofta svårt för tornet att vinna men det kan hålla remi om det har stöd av kungen. Diagrammet visar ett exempel. 
Vit vid draget: 1.Kh1 f3 2.Txf3 Kxf3 patt.
Svart vid draget: 1...f3+ 2.Txf3 h1D+ 3.Kxh1 Kxf3 och svart vinner.

Fyra eller fler bönder vinner i regel mot tornet.

## Torn och bonde mot torn
Torn och bonde mot torn är ett grundläggande slutspel som det är viktigt att behärska. Som en allmän regel kan man säga att om den försvarande kungen kan nå bondens förvandlingsfält så är partiet remi, medan den starkare parten vinner om han kan skära av kungen från förvandlingsfältet (det finns flera undantag från båda fallen). Är bonden en kantbonde är spelet oftast remi. Vi ska titta på dessa tre fall.

### Kungen når förvandlingsfältet
Om kungen kan nå förvandlingsfältet och bonden inte har kommit längre än femte raden kan man försvara sig med tornet på sjätte raden, som i det första diagrammet som kallas Philidors ställning.
Svart försvarar sig genom att hålla kungen på förvandlingsrutan och tornet på sjätte raden för att hindra vits kung från att avancera. Tornbyte leder till en remiställning. Om vit spelar fram bonden till sjätte raden (e6 i diagrammet) så går tornet till första eller andra raden och schackar kungen, som nu inte har någonstans att gömma sig, bakifrån.
Om bonden har nått sjätte raden kan svart försvara sig mot en springar- eller kantbonde med kungen på förvandlingsrutan och tornet på åttonde raden, som i det andra diagrammet.
Om vit spelar 1.g7 håller svart remi med 1...Tb6+ och schackar från sidan. 1.Tg7+ Kh8 för heller inte vit framåt.
Vit kan försöka med 1.Kg5 Tc8 2.Kh6 Tb8 3.Tg7+ och hoppas på 3...Kf8? 4.Kh7 Tb1 5.Tf7+ Ke8 6.Tf4 och vit vinner på liknande sätt som i Lucenas ställning nedan. Men svart spelar bättre 3...Kh8 4.Th7+ Kg8 5.Ta7 Tc8 med remi.
Mot löpar- eller centrumbönder fungerar inte samma försvar.
I det första diagrammet vinner vit med 1.Th7 Kg8 2.f7+ Kf8 3.Th8+ och svarts torn går förlorat. Skillnaden jämfört med diagrammet ovan är att svart inte kan kontrollera h-linjen.
Svart kan också försvara sig på sista raden i ställningar som den i det andra diagrammet.
Svart håller remi med 1...Te8! 2.Kd6 Tb8! 3.Kd7 Te8 och vit kommer inte framåt.

### Kungen är avskuren från förvandlingsfältet
När den starkare parten har möjlighet bör han alltid skära av motståndarens kung så långt som möjligt från förvandlingsfältet.
1.Td2
Svarts kung kan nu inte närma sig bonden. Första steget i vits plan är att föra fram bonden till sjunde raden med hjälp av kungen. Det kan gå till exempelvis så här:
1...Te7 2.Kf5 Tf7+ 3.Kg6 Te7 4.Kf6 Th7 5.e6 Th6+ 6.Kf7 Th7+ 7.Kg6 Th1 8.e7 Te1 9.Kf7 Tf1+ 10.Ke8 Kc7
I den viktiga ställningen i andra diagrammet, kallad Lucenas ställning, är vit redo för steg två; driv undan svarts kung en linje så att vits kung kan komma ut.
11.Tc2+ Kb7
Om 11...Kd6 så vinner 12.Kd8 (notera att det även hade varit fallet om svarts torn hade stått på e-linjen eftersom 12...Txe7 13.Td2+ vinner svarts torn).
Det sista steget i planen är nu att föra tornet till fjärde raden för att försvara kungen mot schackar.
12.Tc4 Kb6 13.Kd7 Td1+ 14.Ke6 Te1+ 15.Kd6
Nu har vi nått ställningen i det tredje diagrammet.
15...Td1+
Om svart behåller tornet på e-linjen vinner 15...Te2 16.Tf4 Te1 17.Tf5 Te2 18.Te5.
16.Ke5 Te1+ 17.Te4 och vit vinner.
Men alla liknande ställningar är inte vunna. Om bonden står på d-linjen i stället så är partiet remi eftersom svart kan försvara sig genom att schacka vits kung från h-linjen. Skillnaden är att vits kung inte kan närma sig svarts torn utan att släppa försvaret av bonden.
Om bonden står en rad längre ner, på e4, är det också remi. Efter 1.Td2 kan svart helt enkelt spela 1...Td7 och byta torn. Om vit inte byter torn når kungen förvandlingsfältet och håller remi. I den ursprungliga ställningen hade 1...Td7 förlorat efter 2.Tc2+ och kungen måste gå till b-linjen. 
Om svarts kung hade stått på c7 i stället hade tornbytesmanövern fungerat även där eftersom kungen kan gå till d8 efter en schack.
Om däremot svarts kung hade stått på b6 vinner vit med 1.Tc2 oavsett vilken rad bonden står på. Svarts kung är nu avskuren två linjer från bonden och vits kung kan avancera på d-linjen och lotsa ned bonden.
|   | a                                                                        | b                                                                        | c                                                                        | d                                                                        | e                                                                        | f                                                                        | g                                                                        | h                                                                        |   |
| 8 | f8 svart kung · a7 vit torn · f6 vit kung · f5 vit bonde · f1 svart torn | f8 svart kung · a7 vit torn · f6 vit kung · f5 vit bonde · f1 svart torn | f8 svart kung · a7 vit torn · f6 vit kung · f5 vit bonde · f1 svart torn | f8 svart kung · a7 vit torn · f6 vit kung · f5 vit bonde · f1 svart torn | f8 svart kung · a7 vit torn · f6 vit kung · f5 vit bonde · f1 svart torn | f8 svart kung · a7 vit torn · f6 vit kung · f5 vit bonde · f1 svart torn | f8 svart kung · a7 vit torn · f6 vit kung · f5 vit bonde · f1 svart torn | f8 svart kung · a7 vit torn · f6 vit kung · f5 vit bonde · f1 svart torn | 8 |
| 7 | f8 svart kung · a7 vit torn · f6 vit kung · f5 vit bonde · f1 svart torn | f8 svart kung · a7 vit torn · f6 vit kung · f5 vit bonde · f1 svart torn | f8 svart kung · a7 vit torn · f6 vit kung · f5 vit bonde · f1 svart torn | f8 svart kung · a7 vit torn · f6 vit kung · f5 vit bonde · f1 svart torn | f8 svart kung · a7 vit torn · f6 vit kung · f5 vit bonde · f1 svart torn | f8 svart kung · a7 vit torn · f6 vit kung · f5 vit bonde · f1 svart torn | f8 svart kung · a7 vit torn · f6 vit kung · f5 vit bonde · f1 svart torn | f8 svart kung · a7 vit torn · f6 vit kung · f5 vit bonde · f1 svart torn | 7 |
| 6 | f8 svart kung · a7 vit torn · f6 vit kung · f5 vit bonde · f1 svart torn | f8 svart kung · a7 vit torn · f6 vit kung · f5 vit bonde · f1 svart torn | f8 svart kung · a7 vit torn · f6 vit kung · f5 vit bonde · f1 svart torn | f8 svart kung · a7 vit torn · f6 vit kung · f5 vit bonde · f1 svart torn | f8 svart kung · a7 vit torn · f6 vit kung · f5 vit bonde · f1 svart torn | f8 svart kung · a7 vit torn · f6 vit kung · f5 vit bonde · f1 svart torn | f8 svart kung · a7 vit torn · f6 vit kung · f5 vit bonde · f1 svart torn | f8 svart kung · a7 vit torn · f6 vit kung · f5 vit bonde · f1 svart torn | 6 |
| 5 | f8 svart kung · a7 vit torn · f6 vit kung · f5 vit bonde · f1 svart torn | f8 svart kung · a7 vit torn · f6 vit kung · f5 vit bonde · f1 svart torn | f8 svart kung · a7 vit torn · f6 vit kung · f5 vit bonde · f1 svart torn | f8 svart kung · a7 vit torn · f6 vit kung · f5 vit bonde · f1 svart torn | f8 svart kung · a7 vit torn · f6 vit kung · f5 vit bonde · f1 svart torn | f8 svart kung · a7 vit torn · f6 vit kung · f5 vit bonde · f1 svart torn | f8 svart kung · a7 vit torn · f6 vit kung · f5 vit bonde · f1 svart torn | f8 svart kung · a7 vit torn · f6 vit kung · f5 vit bonde · f1 svart torn | 5 |
| 4 | f8 svart kung · a7 vit torn · f6 vit kung · f5 vit bonde · f1 svart torn | f8 svart kung · a7 vit torn · f6 vit kung · f5 vit bonde · f1 svart torn | f8 svart kung · a7 vit torn · f6 vit kung · f5 vit bonde · f1 svart torn | f8 svart kung · a7 vit torn · f6 vit kung · f5 vit bonde · f1 svart torn | f8 svart kung · a7 vit torn · f6 vit kung · f5 vit bonde · f1 svart torn | f8 svart kung · a7 vit torn · f6 vit kung · f5 vit bonde · f1 svart torn | f8 svart kung · a7 vit torn · f6 vit kung · f5 vit bonde · f1 svart torn | f8 svart kung · a7 vit torn · f6 vit kung · f5 vit bonde · f1 svart torn | 4 |
| 3 | f8 svart kung · a7 vit torn · f6 vit kung · f5 vit bonde · f1 svart torn | f8 svart kung · a7 vit torn · f6 vit kung · f5 vit bonde · f1 svart torn | f8 svart kung · a7 vit torn · f6 vit kung · f5 vit bonde · f1 svart torn | f8 svart kung · a7 vit torn · f6 vit kung · f5 vit bonde · f1 svart torn | f8 svart kung · a7 vit torn · f6 vit kung · f5 vit bonde · f1 svart torn | f8 svart kung · a7 vit torn · f6 vit kung · f5 vit bonde · f1 svart torn | f8 svart kung · a7 vit torn · f6 vit kung · f5 vit bonde · f1 svart torn | f8 svart kung · a7 vit torn · f6 vit kung · f5 vit bonde · f1 svart torn | 3 |
| 2 | f8 svart kung · a7 vit torn · f6 vit kung · f5 vit bonde · f1 svart torn | f8 svart kung · a7 vit torn · f6 vit kung · f5 vit bonde · f1 svart torn | f8 svart kung · a7 vit torn · f6 vit kung · f5 vit bonde · f1 svart torn | f8 svart kung · a7 vit torn · f6 vit kung · f5 vit bonde · f1 svart torn | f8 svart kung · a7 vit torn · f6 vit kung · f5 vit bonde · f1 svart torn | f8 svart kung · a7 vit torn · f6 vit kung · f5 vit bonde · f1 svart torn | f8 svart kung · a7 vit torn · f6 vit kung · f5 vit bonde · f1 svart torn | f8 svart kung · a7 vit torn · f6 vit kung · f5 vit bonde · f1 svart torn | 2 |
| 1 | f8 svart kung · a7 vit torn · f6 vit kung · f5 vit bonde · f1 svart torn | f8 svart kung · a7 vit torn · f6 vit kung · f5 vit bonde · f1 svart torn | f8 svart kung · a7 vit torn · f6 vit kung · f5 vit bonde · f1 svart torn | f8 svart kung · a7 vit torn · f6 vit kung · f5 vit bonde · f1 svart torn | f8 svart kung · a7 vit torn · f6 vit kung · f5 vit bonde · f1 svart torn | f8 svart kung · a7 vit torn · f6 vit kung · f5 vit bonde · f1 svart torn | f8 svart kung · a7 vit torn · f6 vit kung · f5 vit bonde · f1 svart torn | f8 svart kung · a7 vit torn · f6 vit kung · f5 vit bonde · f1 svart torn | 1 |
|   | a                                                                        | b                                                                        | c                                                                        | d                                                                        | e                                                                        | f                                                                        | g                                                                        | h                                                                        |   |

Det försvarande tornet ska alltså vara på den sida av bonden där det finns mest plats för att kunna hålla remi med evig schack och kungen därför på den motsatta sidan för att inte vara i vägen. I diagrammet måste svarts kung lämna f8 för att undvika matt men det är viktigt vilket håll den går åt.
1...Ke8? vore ett misstag. Vit vinner efter 2.Ta8+ Kd7 3.Tf8! Th1 4.Kg7 Ke7 (eller 4...Tg1+ 5.Kf7 följt av f6) 5.f6+ Kd7 (eller 5...Ke6 6.Te8+ Kd7 7.Te2) 6.Kf7 följt av Tf8-a8-a2-d2+ med vinst på samma sätt som i Lucenas ställning ovan.
Det rätta är i stället 1...Kg8! trots att det kan verka farligt att gå in mot hörnet. Efter 2.Ta8+ Kh7 3.Tf8 Ta1! så har svart plats att schacka från sidan. Om vit försöker blockera schackarna med 4.Te8 går svart tillbaka med 4...Tf1.
En annan försvarsmetod som fungerar i vissa fall om bonden inte är för långt fram är att schacka kungen framifrån.
1.Kh4 Th8+ 2.Kg5 Tg8+ 3.Kh5 Th8+ 4.Kg6 Tg8+ 5.Kh5 Th8+ och vit kommer inte vidare.
Om svart är vid draget kan han även försvara sig med 1...Tf8. Om vit inte byter torn kommer svarts kung till f-linjen och om vit byter torn uppkommer en remiställning efter 2.Txf8 Kxf8 3.Kf4 Kg8!. Svart håller oppositionen efter t ex 4.Kf5 Kf7.
Om vi däremot flyttar pjäserna en linje till vänster, som i det andra diagrammet, så vinner vit vid draget genom att gå fram med kungen på g- och h-linjerna.
1.Kg4 Tg8+ 2.Kh5 Tf8 3.Kg5 Tg8+ 4.Kh6 Tf8 5.Te4! Kd6 6.Kg7 Tf5 7.Kg6 Tf8 8.f5 och vit uppnår så småningom Lucenas ställning.
Om svart är vid draget så kan han hålla remi på samma sätt som ovan med 1...Te8 etc.
|   | a                                                                        | b                                                                        | c                                                                        | d                                                                        | e                                                                        | f                                                                        | g                                                                        | h                                                                        |   |
| 8 | e8 svart torn · d5 vit bonde · e5 vit kung · h4 vit torn · e3 svart kung | e8 svart torn · d5 vit bonde · e5 vit kung · h4 vit torn · e3 svart kung | e8 svart torn · d5 vit bonde · e5 vit kung · h4 vit torn · e3 svart kung | e8 svart torn · d5 vit bonde · e5 vit kung · h4 vit torn · e3 svart kung | e8 svart torn · d5 vit bonde · e5 vit kung · h4 vit torn · e3 svart kung | e8 svart torn · d5 vit bonde · e5 vit kung · h4 vit torn · e3 svart kung | e8 svart torn · d5 vit bonde · e5 vit kung · h4 vit torn · e3 svart kung | e8 svart torn · d5 vit bonde · e5 vit kung · h4 vit torn · e3 svart kung | 8 |
| 7 | e8 svart torn · d5 vit bonde · e5 vit kung · h4 vit torn · e3 svart kung | e8 svart torn · d5 vit bonde · e5 vit kung · h4 vit torn · e3 svart kung | e8 svart torn · d5 vit bonde · e5 vit kung · h4 vit torn · e3 svart kung | e8 svart torn · d5 vit bonde · e5 vit kung · h4 vit torn · e3 svart kung | e8 svart torn · d5 vit bonde · e5 vit kung · h4 vit torn · e3 svart kung | e8 svart torn · d5 vit bonde · e5 vit kung · h4 vit torn · e3 svart kung | e8 svart torn · d5 vit bonde · e5 vit kung · h4 vit torn · e3 svart kung | e8 svart torn · d5 vit bonde · e5 vit kung · h4 vit torn · e3 svart kung | 7 |
| 6 | e8 svart torn · d5 vit bonde · e5 vit kung · h4 vit torn · e3 svart kung | e8 svart torn · d5 vit bonde · e5 vit kung · h4 vit torn · e3 svart kung | e8 svart torn · d5 vit bonde · e5 vit kung · h4 vit torn · e3 svart kung | e8 svart torn · d5 vit bonde · e5 vit kung · h4 vit torn · e3 svart kung | e8 svart torn · d5 vit bonde · e5 vit kung · h4 vit torn · e3 svart kung | e8 svart torn · d5 vit bonde · e5 vit kung · h4 vit torn · e3 svart kung | e8 svart torn · d5 vit bonde · e5 vit kung · h4 vit torn · e3 svart kung | e8 svart torn · d5 vit bonde · e5 vit kung · h4 vit torn · e3 svart kung | 6 |
| 5 | e8 svart torn · d5 vit bonde · e5 vit kung · h4 vit torn · e3 svart kung | e8 svart torn · d5 vit bonde · e5 vit kung · h4 vit torn · e3 svart kung | e8 svart torn · d5 vit bonde · e5 vit kung · h4 vit torn · e3 svart kung | e8 svart torn · d5 vit bonde · e5 vit kung · h4 vit torn · e3 svart kung | e8 svart torn · d5 vit bonde · e5 vit kung · h4 vit torn · e3 svart kung | e8 svart torn · d5 vit bonde · e5 vit kung · h4 vit torn · e3 svart kung | e8 svart torn · d5 vit bonde · e5 vit kung · h4 vit torn · e3 svart kung | e8 svart torn · d5 vit bonde · e5 vit kung · h4 vit torn · e3 svart kung | 5 |
| 4 | e8 svart torn · d5 vit bonde · e5 vit kung · h4 vit torn · e3 svart kung | e8 svart torn · d5 vit bonde · e5 vit kung · h4 vit torn · e3 svart kung | e8 svart torn · d5 vit bonde · e5 vit kung · h4 vit torn · e3 svart kung | e8 svart torn · d5 vit bonde · e5 vit kung · h4 vit torn · e3 svart kung | e8 svart torn · d5 vit bonde · e5 vit kung · h4 vit torn · e3 svart kung | e8 svart torn · d5 vit bonde · e5 vit kung · h4 vit torn · e3 svart kung | e8 svart torn · d5 vit bonde · e5 vit kung · h4 vit torn · e3 svart kung | e8 svart torn · d5 vit bonde · e5 vit kung · h4 vit torn · e3 svart kung | 4 |
| 3 | e8 svart torn · d5 vit bonde · e5 vit kung · h4 vit torn · e3 svart kung | e8 svart torn · d5 vit bonde · e5 vit kung · h4 vit torn · e3 svart kung | e8 svart torn · d5 vit bonde · e5 vit kung · h4 vit torn · e3 svart kung | e8 svart torn · d5 vit bonde · e5 vit kung · h4 vit torn · e3 svart kung | e8 svart torn · d5 vit bonde · e5 vit kung · h4 vit torn · e3 svart kung | e8 svart torn · d5 vit bonde · e5 vit kung · h4 vit torn · e3 svart kung | e8 svart torn · d5 vit bonde · e5 vit kung · h4 vit torn · e3 svart kung | e8 svart torn · d5 vit bonde · e5 vit kung · h4 vit torn · e3 svart kung | 3 |
| 2 | e8 svart torn · d5 vit bonde · e5 vit kung · h4 vit torn · e3 svart kung | e8 svart torn · d5 vit bonde · e5 vit kung · h4 vit torn · e3 svart kung | e8 svart torn · d5 vit bonde · e5 vit kung · h4 vit torn · e3 svart kung | e8 svart torn · d5 vit bonde · e5 vit kung · h4 vit torn · e3 svart kung | e8 svart torn · d5 vit bonde · e5 vit kung · h4 vit torn · e3 svart kung | e8 svart torn · d5 vit bonde · e5 vit kung · h4 vit torn · e3 svart kung | e8 svart torn · d5 vit bonde · e5 vit kung · h4 vit torn · e3 svart kung | e8 svart torn · d5 vit bonde · e5 vit kung · h4 vit torn · e3 svart kung | 2 |
| 1 | e8 svart torn · d5 vit bonde · e5 vit kung · h4 vit torn · e3 svart kung | e8 svart torn · d5 vit bonde · e5 vit kung · h4 vit torn · e3 svart kung | e8 svart torn · d5 vit bonde · e5 vit kung · h4 vit torn · e3 svart kung | e8 svart torn · d5 vit bonde · e5 vit kung · h4 vit torn · e3 svart kung | e8 svart torn · d5 vit bonde · e5 vit kung · h4 vit torn · e3 svart kung | e8 svart torn · d5 vit bonde · e5 vit kung · h4 vit torn · e3 svart kung | e8 svart torn · d5 vit bonde · e5 vit kung · h4 vit torn · e3 svart kung | e8 svart torn · d5 vit bonde · e5 vit kung · h4 vit torn · e3 svart kung | 1 |
|   | a                                                                        | b                                                                        | c                                                                        | d                                                                        | e                                                                        | f                                                                        | g                                                                        | h                                                                        |   |

Om den försvarande kungen är avskuren från bonden vertikalt, som i diagrammet, vinner bonden lätt.
1.Kd6 Td8+ 2.Ke6 Te8+ 3.Kd7 Tg8 4.d6 Tg7+ 5.Kc8 Tg8+ 6.Kc7 Tg7+ 7.d7 och svart kan inte hindra bonden från att gå i dam.

### Kantbonde
Slutspel med bara en kantbonde kvar är svårare att vinna eftersom bonden inte kan skydda kungen från schackar från sidan. Det finns olika fall beroende på vilken pjäs som befinner sig framför bonden:
Försvarande kungen eller tornet framför bonden
Om den försvarande kungen står framför bonden är partiet remi. Om det försvarande tornet står framför beror resultatet på vilken kung som är närmast.
I det första diagrammet vinner vit vid draget med 1.Kb6 Kc8 2.Kc6 Kd8 3.Kb7. Svart vid draget håller remi efter 1...Kc7.
Anfallande tornet framför bonden
Att den anfallande sidan hamnar med tornet framför en kantbonde är ganska vanligt. Resultatet beror på var den försvarande kungen befinner sig.
I det andra diagrammet vinner vit med 1.Th8 Txa7 2.Th7+. För att hålla remi måste svart antingen nå b- eller c-linjen med kungen (och kan då erövra bonden) eller hålla kungen på g7 och h7 (som hindrar en schack från sidan). I diagrammet ovan vinner vit även om svart är vid draget eftersom kungen inte kan nå dessa fält. Om kungen står på g7 eller h7 kan vit avancera med sin kung men det hjälper inte – svart kan lugnt vänta till kungen når b6 eller b7 sen schacka med tornet.
Svarts kung får inte lämna sjunde raden (om den inte är på b- eller c-linjerna) för då vinner vit enkelt genom att schacka och sen gå ner med bonden.
Om bonden inte nått sjunde raden kan det försvarande tornet hålla remi genom att hota bonden på avstånd (Vančuras ställning).
Det här fungerar när den svarta kungen star på andra sidan tornet (sett från bonden) och nära hörnet så att det vita tornet inte kan schacka från h-linjen. Svart håller sitt torn på sjätte raden och binder vits torn till försvaret av bonden.
Om vit försöker 1.a7 så är det remi efter 1...Ta6 2.Kb5 Ta1 som ovan. Om vit försöker försvara bonden med kungen för att frigöra tornet så schackar svart från sidan, t ex 1.Kb5 Tf5+ 2.Kb6 Tf6+ och vit kommer inte framåt.
Svart får däremot inte tillåta både kungen och tornet att komma framför bonden med sin egen kung alltför långt borta, som i det andra diagrammet.
1.Tb8 Tc1 2.Kb7 Tb1+ 3.Ka8 Tc1 4.a7 och vits kung kommer ut hur svart än spelar.
4...Kd6 5.Kb7 Tb1+ 6.Kc8 Tc1+ 7.Kd8 Th1 8.Tb6+ Kc5 9.Tc6+! Kd5 10.Ta6 och vit vinner.
4...Kd7 5.Kb7 Rb1+ 6.Ka6 Ra1+ 7.Kb6 Rb1+ 8.Kc5 Rc1+ 9.Kb4 och kungen går ner mot tornet.
Om svarts kung står närmare, på d7 eller c7, så är det remi eftersom det inte finns plats för manövern ovan.
Anfallande kungen framför bonden
Med den anfallande kungen framför kantbonden beror resultatet på hur nära den andra kungen står.
I det första diagrammet är vits enda möjlighet att göra framsteg att gå till b8 med tornet och försöka nå samma varianter som ovan, men det ger svarts kung möjlighet att komma till c7, till exempel:
1.Th2 Kd7 2.Th8 Kc7 3.Tb8 Tc1 4.Tb2 Tc3 5.Tb7+ Kc8 och svart håller remi.
Står kungen en rad längre bort, som i det andra diagrammet, hinner den inte till c-linjen.
1.Tc3 Ke7 2.Tc8 Kd6 3.Tb8 och vit vinner som ovan.

## Torn och två bönder mot torn
Torn och två bönder vinner normalt mot ett torn (om det inte är dubbelbönder). Det finns ett undantag med a- och c-bonden (eller f- och h-bonden) som är remi vid korrekt spel om kungen står rätt.
Det första diagrammet visar ett annat undantag.
Vit håller tornet på fjärde raden med 1.Tf4 och svart kan inte göra några framsteg. 1...Tg3 (med hotet 2...Tb3) möts med 2.Tf6+ Kb7 3.Kxb5 med remi.
Ibland är den rätta metoden att släppa en bonde och vinna med den andra som i nästa diagram.
Det finns flera vägar till vinst men det snabbaste är 61...Ta1+ 62.Kxe2 a2 uppgivet. Vit har inget försvar mot 63...Th1 följt av schack på h2 om tornet tar bonden.

## Torn och bönder på båda sidor
Torn- och bondeslutspel kan se ut på många olika sätt och de är ofta svårspelade och remibetonade. Det går inte att ge några exakta regler för hur de ska spelas men här följer några exempel som illustrerar olika principer.
|   | a | b | c | d | e | f | g | h |   |
| 8 | h8 svart torn · a7 svart bonde · f7 svart kung · d6 svart bonde · c5 svart bonde · f5 vit kung · c4 vit bonde · f4 vit bonde · h4 svart bonde · a3 vit bonde · f1 vit torn | h8 svart torn · a7 svart bonde · f7 svart kung · d6 svart bonde · c5 svart bonde · f5 vit kung · c4 vit bonde · f4 vit bonde · h4 svart bonde · a3 vit bonde · f1 vit torn | h8 svart torn · a7 svart bonde · f7 svart kung · d6 svart bonde · c5 svart bonde · f5 vit kung · c4 vit bonde · f4 vit bonde · h4 svart bonde · a3 vit bonde · f1 vit torn | h8 svart torn · a7 svart bonde · f7 svart kung · d6 svart bonde · c5 svart bonde · f5 vit kung · c4 vit bonde · f4 vit bonde · h4 svart bonde · a3 vit bonde · f1 vit torn | h8 svart torn · a7 svart bonde · f7 svart kung · d6 svart bonde · c5 svart bonde · f5 vit kung · c4 vit bonde · f4 vit bonde · h4 svart bonde · a3 vit bonde · f1 vit torn | h8 svart torn · a7 svart bonde · f7 svart kung · d6 svart bonde · c5 svart bonde · f5 vit kung · c4 vit bonde · f4 vit bonde · h4 svart bonde · a3 vit bonde · f1 vit torn | h8 svart torn · a7 svart bonde · f7 svart kung · d6 svart bonde · c5 svart bonde · f5 vit kung · c4 vit bonde · f4 vit bonde · h4 svart bonde · a3 vit bonde · f1 vit torn | h8 svart torn · a7 svart bonde · f7 svart kung · d6 svart bonde · c5 svart bonde · f5 vit kung · c4 vit bonde · f4 vit bonde · h4 svart bonde · a3 vit bonde · f1 vit torn | 8 |
| 7 | h8 svart torn · a7 svart bonde · f7 svart kung · d6 svart bonde · c5 svart bonde · f5 vit kung · c4 vit bonde · f4 vit bonde · h4 svart bonde · a3 vit bonde · f1 vit torn | h8 svart torn · a7 svart bonde · f7 svart kung · d6 svart bonde · c5 svart bonde · f5 vit kung · c4 vit bonde · f4 vit bonde · h4 svart bonde · a3 vit bonde · f1 vit torn | h8 svart torn · a7 svart bonde · f7 svart kung · d6 svart bonde · c5 svart bonde · f5 vit kung · c4 vit bonde · f4 vit bonde · h4 svart bonde · a3 vit bonde · f1 vit torn | h8 svart torn · a7 svart bonde · f7 svart kung · d6 svart bonde · c5 svart bonde · f5 vit kung · c4 vit bonde · f4 vit bonde · h4 svart bonde · a3 vit bonde · f1 vit torn | h8 svart torn · a7 svart bonde · f7 svart kung · d6 svart bonde · c5 svart bonde · f5 vit kung · c4 vit bonde · f4 vit bonde · h4 svart bonde · a3 vit bonde · f1 vit torn | h8 svart torn · a7 svart bonde · f7 svart kung · d6 svart bonde · c5 svart bonde · f5 vit kung · c4 vit bonde · f4 vit bonde · h4 svart bonde · a3 vit bonde · f1 vit torn | h8 svart torn · a7 svart bonde · f7 svart kung · d6 svart bonde · c5 svart bonde · f5 vit kung · c4 vit bonde · f4 vit bonde · h4 svart bonde · a3 vit bonde · f1 vit torn | h8 svart torn · a7 svart bonde · f7 svart kung · d6 svart bonde · c5 svart bonde · f5 vit kung · c4 vit bonde · f4 vit bonde · h4 svart bonde · a3 vit bonde · f1 vit torn | 7 |
| 6 | h8 svart torn · a7 svart bonde · f7 svart kung · d6 svart bonde · c5 svart bonde · f5 vit kung · c4 vit bonde · f4 vit bonde · h4 svart bonde · a3 vit bonde · f1 vit torn | h8 svart torn · a7 svart bonde · f7 svart kung · d6 svart bonde · c5 svart bonde · f5 vit kung · c4 vit bonde · f4 vit bonde · h4 svart bonde · a3 vit bonde · f1 vit torn | h8 svart torn · a7 svart bonde · f7 svart kung · d6 svart bonde · c5 svart bonde · f5 vit kung · c4 vit bonde · f4 vit bonde · h4 svart bonde · a3 vit bonde · f1 vit torn | h8 svart torn · a7 svart bonde · f7 svart kung · d6 svart bonde · c5 svart bonde · f5 vit kung · c4 vit bonde · f4 vit bonde · h4 svart bonde · a3 vit bonde · f1 vit torn | h8 svart torn · a7 svart bonde · f7 svart kung · d6 svart bonde · c5 svart bonde · f5 vit kung · c4 vit bonde · f4 vit bonde · h4 svart bonde · a3 vit bonde · f1 vit torn | h8 svart torn · a7 svart bonde · f7 svart kung · d6 svart bonde · c5 svart bonde · f5 vit kung · c4 vit bonde · f4 vit bonde · h4 svart bonde · a3 vit bonde · f1 vit torn | h8 svart torn · a7 svart bonde · f7 svart kung · d6 svart bonde · c5 svart bonde · f5 vit kung · c4 vit bonde · f4 vit bonde · h4 svart bonde · a3 vit bonde · f1 vit torn | h8 svart torn · a7 svart bonde · f7 svart kung · d6 svart bonde · c5 svart bonde · f5 vit kung · c4 vit bonde · f4 vit bonde · h4 svart bonde · a3 vit bonde · f1 vit torn | 6 |
| 5 | h8 svart torn · a7 svart bonde · f7 svart kung · d6 svart bonde · c5 svart bonde · f5 vit kung · c4 vit bonde · f4 vit bonde · h4 svart bonde · a3 vit bonde · f1 vit torn | h8 svart torn · a7 svart bonde · f7 svart kung · d6 svart bonde · c5 svart bonde · f5 vit kung · c4 vit bonde · f4 vit bonde · h4 svart bonde · a3 vit bonde · f1 vit torn | h8 svart torn · a7 svart bonde · f7 svart kung · d6 svart bonde · c5 svart bonde · f5 vit kung · c4 vit bonde · f4 vit bonde · h4 svart bonde · a3 vit bonde · f1 vit torn | h8 svart torn · a7 svart bonde · f7 svart kung · d6 svart bonde · c5 svart bonde · f5 vit kung · c4 vit bonde · f4 vit bonde · h4 svart bonde · a3 vit bonde · f1 vit torn | h8 svart torn · a7 svart bonde · f7 svart kung · d6 svart bonde · c5 svart bonde · f5 vit kung · c4 vit bonde · f4 vit bonde · h4 svart bonde · a3 vit bonde · f1 vit torn | h8 svart torn · a7 svart bonde · f7 svart kung · d6 svart bonde · c5 svart bonde · f5 vit kung · c4 vit bonde · f4 vit bonde · h4 svart bonde · a3 vit bonde · f1 vit torn | h8 svart torn · a7 svart bonde · f7 svart kung · d6 svart bonde · c5 svart bonde · f5 vit kung · c4 vit bonde · f4 vit bonde · h4 svart bonde · a3 vit bonde · f1 vit torn | h8 svart torn · a7 svart bonde · f7 svart kung · d6 svart bonde · c5 svart bonde · f5 vit kung · c4 vit bonde · f4 vit bonde · h4 svart bonde · a3 vit bonde · f1 vit torn | 5 |
| 4 | h8 svart torn · a7 svart bonde · f7 svart kung · d6 svart bonde · c5 svart bonde · f5 vit kung · c4 vit bonde · f4 vit bonde · h4 svart bonde · a3 vit bonde · f1 vit torn | h8 svart torn · a7 svart bonde · f7 svart kung · d6 svart bonde · c5 svart bonde · f5 vit kung · c4 vit bonde · f4 vit bonde · h4 svart bonde · a3 vit bonde · f1 vit torn | h8 svart torn · a7 svart bonde · f7 svart kung · d6 svart bonde · c5 svart bonde · f5 vit kung · c4 vit bonde · f4 vit bonde · h4 svart bonde · a3 vit bonde · f1 vit torn | h8 svart torn · a7 svart bonde · f7 svart kung · d6 svart bonde · c5 svart bonde · f5 vit kung · c4 vit bonde · f4 vit bonde · h4 svart bonde · a3 vit bonde · f1 vit torn | h8 svart torn · a7 svart bonde · f7 svart kung · d6 svart bonde · c5 svart bonde · f5 vit kung · c4 vit bonde · f4 vit bonde · h4 svart bonde · a3 vit bonde · f1 vit torn | h8 svart torn · a7 svart bonde · f7 svart kung · d6 svart bonde · c5 svart bonde · f5 vit kung · c4 vit bonde · f4 vit bonde · h4 svart bonde · a3 vit bonde · f1 vit torn | h8 svart torn · a7 svart bonde · f7 svart kung · d6 svart bonde · c5 svart bonde · f5 vit kung · c4 vit bonde · f4 vit bonde · h4 svart bonde · a3 vit bonde · f1 vit torn | h8 svart torn · a7 svart bonde · f7 svart kung · d6 svart bonde · c5 svart bonde · f5 vit kung · c4 vit bonde · f4 vit bonde · h4 svart bonde · a3 vit bonde · f1 vit torn | 4 |
| 3 | h8 svart torn · a7 svart bonde · f7 svart kung · d6 svart bonde · c5 svart bonde · f5 vit kung · c4 vit bonde · f4 vit bonde · h4 svart bonde · a3 vit bonde · f1 vit torn | h8 svart torn · a7 svart bonde · f7 svart kung · d6 svart bonde · c5 svart bonde · f5 vit kung · c4 vit bonde · f4 vit bonde · h4 svart bonde · a3 vit bonde · f1 vit torn | h8 svart torn · a7 svart bonde · f7 svart kung · d6 svart bonde · c5 svart bonde · f5 vit kung · c4 vit bonde · f4 vit bonde · h4 svart bonde · a3 vit bonde · f1 vit torn | h8 svart torn · a7 svart bonde · f7 svart kung · d6 svart bonde · c5 svart bonde · f5 vit kung · c4 vit bonde · f4 vit bonde · h4 svart bonde · a3 vit bonde · f1 vit torn | h8 svart torn · a7 svart bonde · f7 svart kung · d6 svart bonde · c5 svart bonde · f5 vit kung · c4 vit bonde · f4 vit bonde · h4 svart bonde · a3 vit bonde · f1 vit torn | h8 svart torn · a7 svart bonde · f7 svart kung · d6 svart bonde · c5 svart bonde · f5 vit kung · c4 vit bonde · f4 vit bonde · h4 svart bonde · a3 vit bonde · f1 vit torn | h8 svart torn · a7 svart bonde · f7 svart kung · d6 svart bonde · c5 svart bonde · f5 vit kung · c4 vit bonde · f4 vit bonde · h4 svart bonde · a3 vit bonde · f1 vit torn | h8 svart torn · a7 svart bonde · f7 svart kung · d6 svart bonde · c5 svart bonde · f5 vit kung · c4 vit bonde · f4 vit bonde · h4 svart bonde · a3 vit bonde · f1 vit torn | 3 |
| 2 | h8 svart torn · a7 svart bonde · f7 svart kung · d6 svart bonde · c5 svart bonde · f5 vit kung · c4 vit bonde · f4 vit bonde · h4 svart bonde · a3 vit bonde · f1 vit torn | h8 svart torn · a7 svart bonde · f7 svart kung · d6 svart bonde · c5 svart bonde · f5 vit kung · c4 vit bonde · f4 vit bonde · h4 svart bonde · a3 vit bonde · f1 vit torn | h8 svart torn · a7 svart bonde · f7 svart kung · d6 svart bonde · c5 svart bonde · f5 vit kung · c4 vit bonde · f4 vit bonde · h4 svart bonde · a3 vit bonde · f1 vit torn | h8 svart torn · a7 svart bonde · f7 svart kung · d6 svart bonde · c5 svart bonde · f5 vit kung · c4 vit bonde · f4 vit bonde · h4 svart bonde · a3 vit bonde · f1 vit torn | h8 svart torn · a7 svart bonde · f7 svart kung · d6 svart bonde · c5 svart bonde · f5 vit kung · c4 vit bonde · f4 vit bonde · h4 svart bonde · a3 vit bonde · f1 vit torn | h8 svart torn · a7 svart bonde · f7 svart kung · d6 svart bonde · c5 svart bonde · f5 vit kung · c4 vit bonde · f4 vit bonde · h4 svart bonde · a3 vit bonde · f1 vit torn | h8 svart torn · a7 svart bonde · f7 svart kung · d6 svart bonde · c5 svart bonde · f5 vit kung · c4 vit bonde · f4 vit bonde · h4 svart bonde · a3 vit bonde · f1 vit torn | h8 svart torn · a7 svart bonde · f7 svart kung · d6 svart bonde · c5 svart bonde · f5 vit kung · c4 vit bonde · f4 vit bonde · h4 svart bonde · a3 vit bonde · f1 vit torn | 2 |
| 1 | h8 svart torn · a7 svart bonde · f7 svart kung · d6 svart bonde · c5 svart bonde · f5 vit kung · c4 vit bonde · f4 vit bonde · h4 svart bonde · a3 vit bonde · f1 vit torn | h8 svart torn · a7 svart bonde · f7 svart kung · d6 svart bonde · c5 svart bonde · f5 vit kung · c4 vit bonde · f4 vit bonde · h4 svart bonde · a3 vit bonde · f1 vit torn | h8 svart torn · a7 svart bonde · f7 svart kung · d6 svart bonde · c5 svart bonde · f5 vit kung · c4 vit bonde · f4 vit bonde · h4 svart bonde · a3 vit bonde · f1 vit torn | h8 svart torn · a7 svart bonde · f7 svart kung · d6 svart bonde · c5 svart bonde · f5 vit kung · c4 vit bonde · f4 vit bonde · h4 svart bonde · a3 vit bonde · f1 vit torn | h8 svart torn · a7 svart bonde · f7 svart kung · d6 svart bonde · c5 svart bonde · f5 vit kung · c4 vit bonde · f4 vit bonde · h4 svart bonde · a3 vit bonde · f1 vit torn | h8 svart torn · a7 svart bonde · f7 svart kung · d6 svart bonde · c5 svart bonde · f5 vit kung · c4 vit bonde · f4 vit bonde · h4 svart bonde · a3 vit bonde · f1 vit torn | h8 svart torn · a7 svart bonde · f7 svart kung · d6 svart bonde · c5 svart bonde · f5 vit kung · c4 vit bonde · f4 vit bonde · h4 svart bonde · a3 vit bonde · f1 vit torn | h8 svart torn · a7 svart bonde · f7 svart kung · d6 svart bonde · c5 svart bonde · f5 vit kung · c4 vit bonde · f4 vit bonde · h4 svart bonde · a3 vit bonde · f1 vit torn | 1 |
|   | a | b | c | d | e | f | g | h |   |

Det första partiet visar på vikten av att tornet är aktivt. Partiet slutade 1.Th1 h3 2.Th2 a6 3.Kg4 Kf6 4.Txh3 Txh3 5.Kxh3 d5! uppgivet.
Genom att aktivera tornet hade vit kunnat rädda remi: 1.Tb1! h3 2.Tb7+ Kf8 3.Kg5!!
Andra drag förlorar, t ex 3.Tb8+ Kg7 4.Tb7+ Kh6, 3.Kf6 Th6+ 4.Kg5 h2, eller 3.Kg6 Th4! 4.f5 h2 5.Tb8+ Ke7 6.f6+ Kd7 7.f7 h1D.
3...h2 4.Tb8+ Kg7 5.Tb7+ med evig schack.
Det andra partiet illustrerar de problem en dubbelbonde kan ge i slutspelet. Medan vits bondemajoritet på kungsflygeln är farlig så saknar svart möjlighet att forcera en fribonde på damflygeln. Avbytesvarianten i spanskt parti är en öppning som kan ge den här typen av bondestrukturer.
50.Th1!
Frigör kungen. Om nu 50...Tf3 så 51.Kh6 Txb3 52.Kxh7 och vits fribönder avgör.
50...Kf7 51.Kh6 Kg8 52.h5 Td4 53.Te1 Td6+ 54.g6 hxg6 55.hxg6 Td8
Matthotet tvingar svart till passivt försvar på första raden.
56.Te7 Tc8
Efter 56...c6 57.Tb7 faller svarts bönder på damflygeln.
57.Tg7+ Kh8 58.Th7+ Kg8
Nu har vi nått ställningen i det andra diagrammet.
59.g7! Kf7 60.Th8 Tg8 61.Txg8 Kxg8 62.Kg6 c6 63.Kf6 b5 64.Ke6 bxc4 65.bxc4 Kxg7 66.Kd6 uppgivet.
Slutet hade kunnat bli 66...Kf7 67.Kxc5 67...Ke7 68.Kxc6 Kd8 69.Kb7 och bonden går i dam.
Nästa parti illustrerar flera av de grundläggande principerna för slutspel.
31...Kf8
Båda kungarna ska naturligtvis centraliseras i den här ställningen.
32.Tc1 Tc8 33.Kf2 c3!
Den avlägsna fribonden är en viktig faktor i det här partiet. Om vit erövrar den hinner svarts kung först till kungsflygeln (som framgår av kommentaren till vits 36:e drag).
34.bxc3 bxc3 35.Ke3 Ke7 36.f4
Det är rätt för den försvarande sidan att byta av bönder.
Om 36.Kd3? så vinner svart med 36…Ke6 37.Txc3 Txc3+ 38.Kxc3 Kxe5 39.Kd3 Kf4 osv.
36...gxf4+ 37.Kxf4 Ke6 38.Ke4
Se det andra diagrammet.
38...c2!
Begränsar vits torn ytterligare.
39.Kd4 h6!
Ett väntedrag för att tvinga kungen att gå tillbaka till e4 så att svart kan driva undan den och tränga fram med sin egen kung. Om vit nu försöker med 40.h4 så har svart flera väntedrag med tornet.
40.Ke4 Tc4+ 41.Kd3 Kd5 42.Kd2 Kd4 43.e6 fxe6 44.h4
Se det tredje diagrammet.
44...Ke5!
Tillåter vit att byta plats på torn och kung och aktivera tornet, men det är för sent. Svarts kung tar bönderna på kungsflygeln och vinner lätt.
45.Te1+ Kf4 46.Kc1 Kxg4 47.Txe6 h5 48.Tg6+ Kxh4 49.Tg2 Kh3 50.Tg1 h4 uppgivet.